# Liu Chongjie

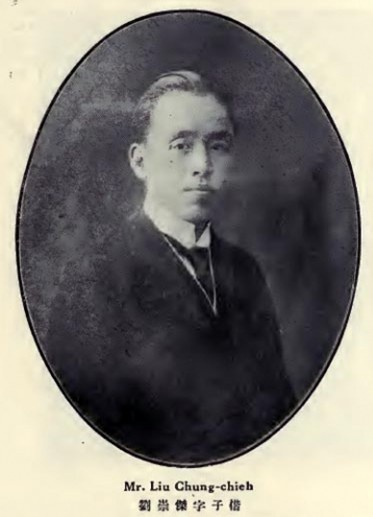
Liu Chongjie, Porträt aus Who is who in China, Verlag The china weekly review, vor 1925.

Liu Chongjie (chinesisch 劉崇傑, Pinyin Liú Chóngjié; * 1880 in Fuzhou, Chinesisches Kaiserreich; † 1956) war ein chinesischer Diplomat.

## Leben
Bis 1906 studierte er Politikwissenschaft und Wirtschaftswissenschaft an der Waseda-Universität in Tokio. In Fuzhou wurde er bei der Schulbehörde beschäftigt. 1910 erhielt er erste Aufgaben als Dolmetscher im auswärtigen Amt. Nach der Gründung der Republik China wurde er Gesandtschaftsrat erster Klasse in Tokio. Anschließend wurde er Konsul in Yokohama.
Von 1916 bis 1917 war er Geschäftsträger in Tokio. 1917 wurde er vortragender Rat im Auswärtigen Amt. 1919 wurde er als Sachverständiger zum Verhandeln des Friedensvertrag von Versailles entsandt. Er war zunächst als Diplomat auf Posten in Japan und Südeuropa, Von 1920 bis 1926 war er außerordentlicher Gesandter und Ministre plénipotentiaire in Madrid und war auch in Lissabon akkreditiert. 1932 war er Berater von Liang Qichao. Von 1933 bis 1935 war er mit Amtssitz Berlin, dort und in Wien als Gesandter akkreditiert. Von 1935 bis 1937 war er Gesandter in Wien. Von 1938 bis 1945 war er Privatmann in Shanghai. Er sprach Japanisch, Französisch und Englisch und ist Ehrenbürger von Frankfurt am Main.
Liu bemühte sich in seiner Zeit als Gesandter in Berlin um gute Kontakte zu einflussreichen Persönlichkeiten im deutsch-chinesischen Verhältnis wie dem schwedischen Abenteurer Sven Hedin oder dem Kunsthistoriker Otto Kümmel. Während Liu sich einerseits um eine Intensivierung der Beziehungen im Rahmen der deutsch-chinesische Beziehungen bemühte, blieb eine gewisse Skepsis gegenüber dem NS-Staat bestehen. Liu setzte sich gegen eine Veröffentlichung von Hitlers Reden im Bulletin des chinesischen Außenministeriums ein, besuchte aber beispielsweise den Reichsparteitag 1935.